# 皮爾森維爾 (加利福尼亞州)
皮爾森維爾（英語：Pearsonville）是位於美國加利福尼亞州因約縣的一個人口普查指定地區。

## 地理
皮爾森維爾的座標為36°48′35″N 117°52′23″W / 36.80972°N 117.87306°W，而該地最高點為海拔高度766米（即2513英尺）。

## 人口
根據2010年美國人口普查的數據，皮爾森維爾的面積為10.935平方千米，當中陸地面積為10.724平方千米，而水域面積為0.211平方千米。當地共有人口17人，而人口密度為每平方千米1人。